# YF-100
Le YF-100 est un moteur-fusée chinois à ergols liquides de 120 tonnes de poussée développé dans les années 2000 pour la nouvelle famille de lanceurs Longue Marche 5 dont le premier lancement a lieu en 2016. Le moteur est fabriqué par l'Académie de technologie aérospatiale de la propulsion liquide (AALPT).

## Historique
Les travaux sur le moteur-fusée YF-100 sont lancés au début des années 2000 à l'initiative de la CNSA, l'agence spatiale chinoise, pour doter la nouvelle génération de lanceurs de moteurs performants et brulant un mélange d'ergols non toxiques. La technique utilisée est basée sur celle du moteur-fusée russe RD-120 (utilisé sur le lanceur Zenit) que la Chine a acquis dans les années 1990. Les tests débutent en 2005 et s'achèvent en 2007 avec une validation officielle en mai 2012.

## Caractéristiques techniques
L'YF-100 est dérivé du moteur russe RD-120. Il brûle un mélange kérosène/oxygène liquide. Le moteur utilise un mode d'alimentation performant, la combustion étagée, avec une alimentation de la turbine de la turbopompe avec un mélange riche en oxygène. Le recours à cette technique permet d'obtenir une impulsion spécifique de 300 secondes au niveau de la mer et de 335 secondes dans le vide. La pression dans la chambre de combustion atteint 180 bars. La poussée résultante est de 122 tonnes au sol et de 136,7 t dans le vide. Sa poussée est modulable entre 65 et 100%. Le moteur est disponible dans deux versions : orientable sur un axes et sur deux axes. Le moteur a une hauteur de 2,99 mètres pour un diamètre de 1,35 mètre,.

## Utilisation
La mise au point du moteur s'est achevée en 2012. Le moteur YF-100 est utilisé par les propulseurs d'appoint de type K-3-1 (à 2 exemplaires) et K-2-1 (1 seul moteur) mis en œuvre par le lanceur Longue Marche 5. Une version adaptée du K-3-1 sert de premier étage aux lanceurs Longue Marche 6 et Longue Marche 7. Le moteur a été mis en œuvre pour la première fois lors du vol inaugural de la fusée Longue Marche 6 qui a eu lieu le  19 septembre 2015.